# Magistrale

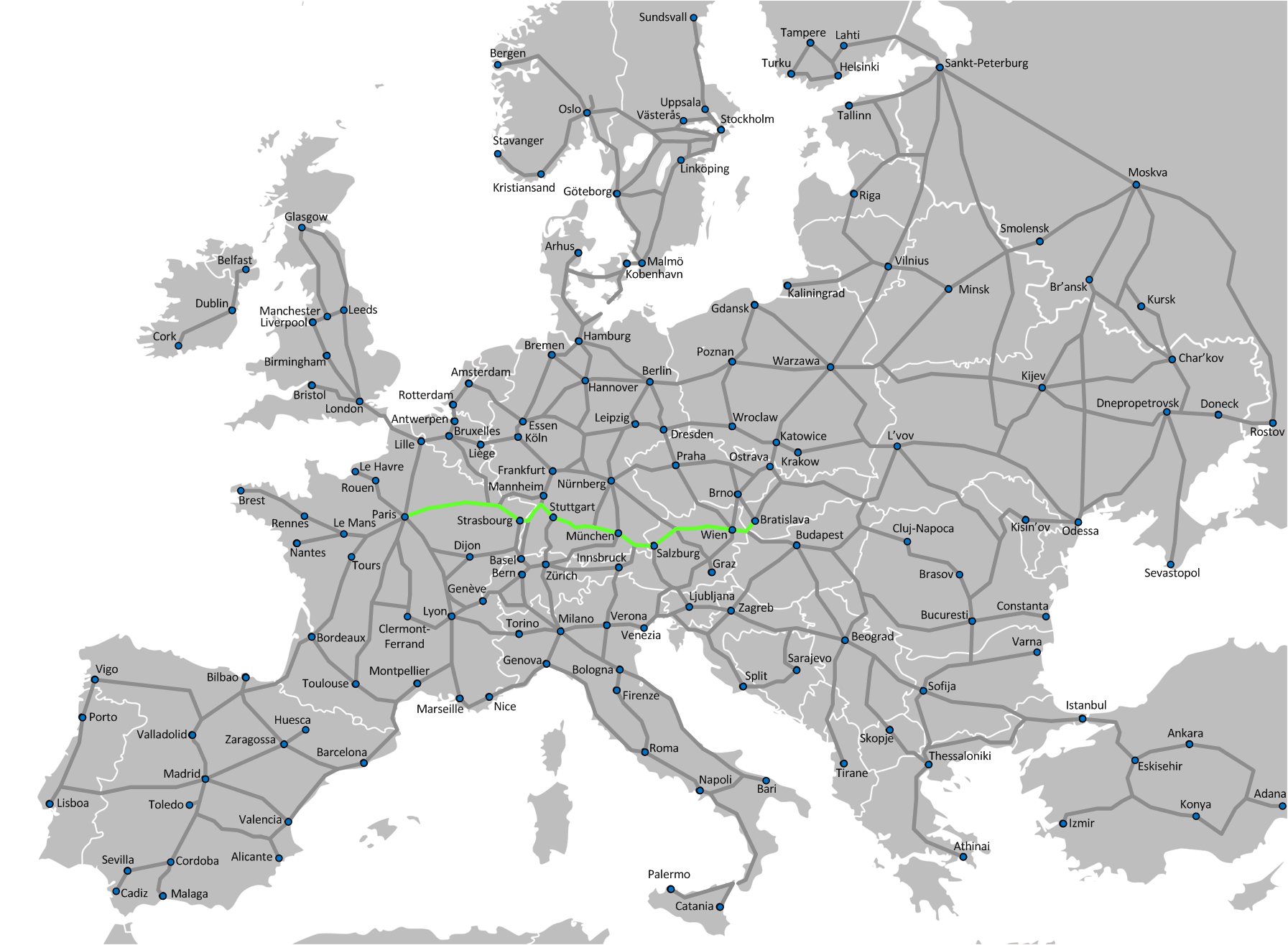
Die Magistrale für Europa zwischen Bratislava und Paris

Eine Magistrale (lateinisch magis ‚groß‘, ‚am meisten‘) ist die Hauptverkehrslinie einer Region, einer Stadt, eines Landes oder eines mehrere Staaten umfassenden Gebiets.
Beispielsweise wird im Eisenbahnverkehr die Strecke Dresden–Nürnberg als „Sachsen-Franken-Magistrale“ bezeichnet. In Kroatien wird die Küstenstraße „adriatische Magistrale“ genannt (kroatisch „Jadranska Magistrala“).
Häufig bezieht sich der Ausdruck auf internationale Verbindungen, etwa auf die Zusammenfassung der Straßenführung von nationalen Autobahnen oder auf internationale Bahnverbindungen. So bezeichnet man die Fernstraße von der französischen in die ukrainische Hauptstadt als „Magistrale Paris–Kiew“, die Eisenbahnlinie von Paris nach Budapest und Bratislava als „Magistrale für Europa“.
In Litauen, Belarus und Bulgarien ist „Magistrale“ die offizielle Bezeichnung für die höchste Straßenkategorie bzw. Autobahnen.
Der Straßenname An der Magistrale in Halle-Neustadt ist ein Beispiel für eine Hauptverkehrsstraße innerhalb einer sozialistischen Planstadt.